# Trunk Line Bridge No. 1

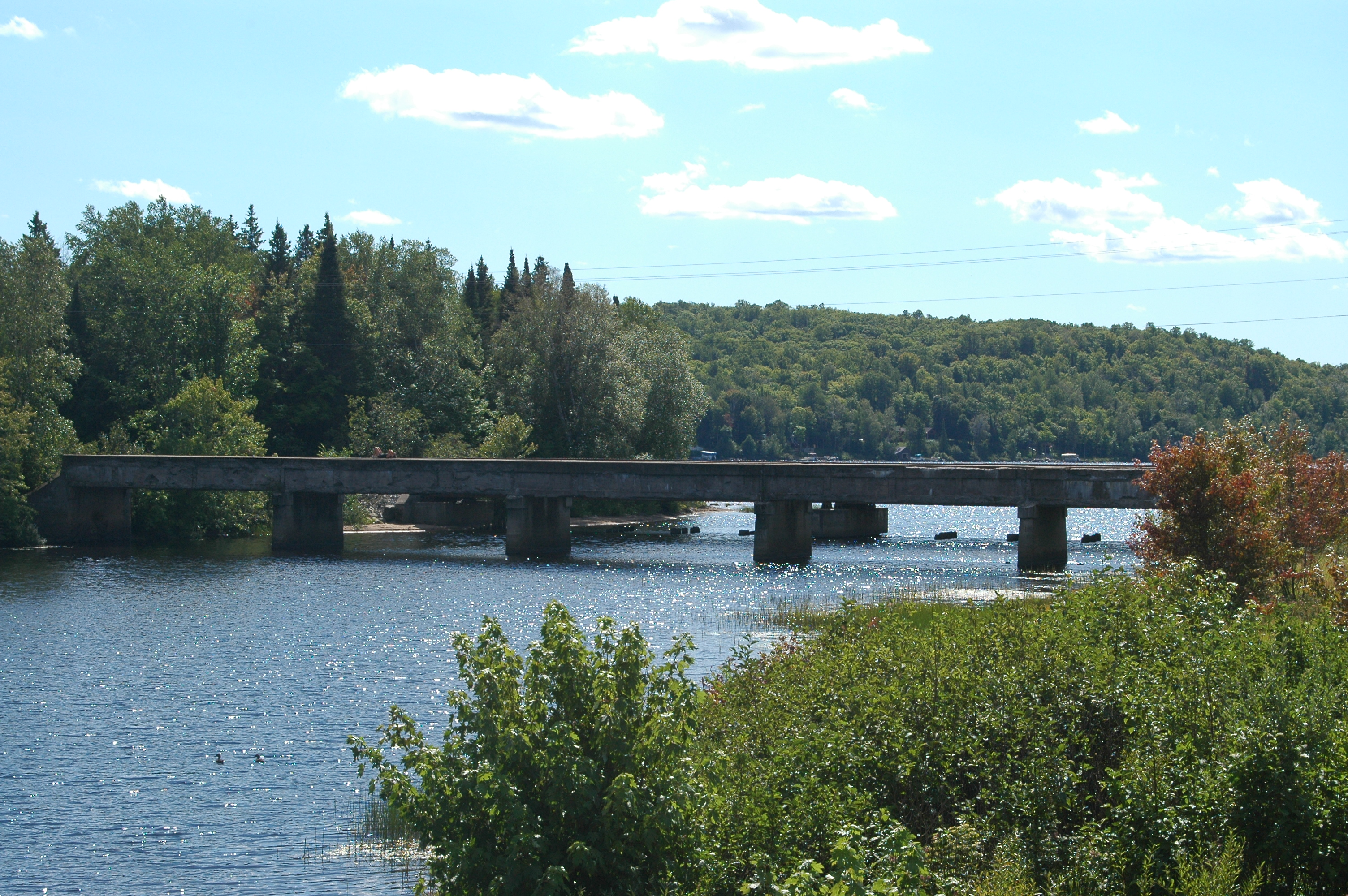
Alte Brücke über den Peshekee River.

Die Trunk Line Bridge No. 1, auch als Peshekee River Bridge bekannt, ist die erste durch das Michigan State Highway Department erbaute Brücke im Zuge des Highways US-41/M-28. Sie wurde 1914 erbaut und am 17. Dezember 1999 in das National Register of Historic Places eingetragen. Die Eintragung erfolgte gemeinsam mit einer Reihe anderer Brücken, die das Ministerium entworfen hat.

## Beschreibung
Die Trunk Line Bridge No. ist eine mehrspannige Betonbrücke im Westen des Marquette Countys, etwa acht Kilometer westlich von Michigamme. Die Brücke führte US 41/M-28 über den Pesheskee River in der Nähe der Flussmündung in den Lake Michigamme. Sie befindet sich zwischen einer Eisenbahnbrücke der Soo Line und dem nördlich gelegenen Neubau, der dem modernen Kraftfahrzeugverkehr dient.
Die Brücke ist 72 m lang und ist aus sechs je 12 m langen Kastenträgern zusammengesetzt. Darauf liegt eine Betondecke, die von Balkenköpfen in voller Höhe gesäumt wird. Gestützt werden die Träger von massiven Betonpfeilern mit breitnasigen Eisbrechern. Insgesamt wurden mehr als 460 m³ Beton verbaut.

## Geschichte
Die Brücke kann heute durch Kraftfahrzeugführer nicht mehr befahren werden. Sie wurde 1914 erbaut und war ein Ergebnis des State Trunk Line Act von 1913. Dieses Gesetz legte ein bundesstaatliches Fernstraßennetz in Michigan fest, dessen Länge fast 4800 km betrug. Das Gesetz besagte außerdem, dass das Michigan State Highway Department Brücken planen, bauen und unterhalten würde, deren Länge 3 m überschritt, falls die örtlichen Verwaltungen daran anschließende Landstraßen in einer Länge von mindestens drei Meilen (etwa 4,8 km) verbessern würden. Das Marquette County baute 1913 eine solche Hauptstraße zwischen Marquette und Michigamme in der Nähe der Countygrenze, um den Bundesstaat dazu zu bringen, an dieser Stelle eine Brücke zu bauen. Der Planer des Bauwerks war C. V. Dewart und die Bauausführung oblag der in Marquette sitzende Baufirma Powell and Mitchell. In den 1920er Jahren wurde die Peshekee River Bridge in den Verlauf des U.S. Highways 41 eingegliedert.
Wegen der Bedeutung ihrer Architektur und der Ingenieurleistung wurde die Brücke 1999 als „Trunk Line Bridge No. 1“ in das National Register of Historic Places eingetragen. Das MDOT bezeichnet die Brück als einst eine der wichtigsten Fahrzeugbrücken in Michigan. Das Bauwerk war 1914 der erste Brückenbau des Michigan State Highway Departments. Er wurde durch eine 1995 etwas weiter nördlich entstandenen Neubau ersetzt und nachfolgend wurde der Straßenverkehr über das alte Bauwerk eingestellt.